# نیوکاسل (واشینگتن)
نیوکاسل (به انگلیسی: Newcastle) شهری در شهرستان کینگ ایالت واشنگتن است که در سرشماری سال ۲۰۱۰ میلادی، ۱۰۳۸۰ نفر جمعیت داشته است.